# أرنيط
أَرْنِيطُ (بالإسبانية: Arnedo)‏ (يلفظ الاسم: أرنيدو)؛ ثالث أكبر مدن منطقة لا ريوخا في إسبانيا، وتقع بالقرب من قلهرة، ويبلغ عدد سكانها نحو 14,500 نسمة، ويقوم اقتصادها على صناعة الأحذية.

## توأمة
لأرنيط اتفاقيات توأمة مع كل من:
- Parthenay [الإنجليزية]‏
- إلدا
- Andosilla [الإنجليزية]‏

## أعلام
- ألفارو فرنانديز
- خوسيه إيزكويردو